# Barbro Holmberg
Barbro Holmberg (ur. 7 kwietnia 1952 w Stensele) – szwedzka polityk, działaczka Szwedzkiej Socjaldemokratycznej Partii Robotniczej, w latach 2003–2006 minister.

## Życiorys
Z wykształcenia pracownik socjalny. Pracowała m.in. w instytucjach zajmujących się problematyką zdrowotną. Była redaktorką magazynów „PsykologTidningen” i „Socialpolitik”. Od 1996 zatrudniona w administracji rządowej, gdzie odpowiadała za projekty związane z ochroną praw dziecka. W 1999 została doradcą politycznym ministra spraw zagranicznych, a w 2002 sekretarzem stanu w MSZ. W 2003 powierzono jej funkcję dyrektora generalnego szwedzkiej rady do spraw migracji.
W latach 2003–2006 wchodziła w skład rządu Görana Perssona. Był w nim ministrem bez teki odpowiedzialnym m.in. za migrację. W 2008 powołana na gubernatora regionu administracyjnego Gävleborg. Stanowisko to zajmowała do 2015.
Dwukrotnie zamężna, ma troje dzieci. Jej córka Elin Nordegren była żoną golfisty Tigera Woodsa